# NGC 798
NGC 798 је елиптична галаксија у сазвежђу Троугао која се налази на NGC листи објеката дубоког неба.
Деклинација објекта је + 32° 4' 39" а ректасцензија 2h 3m 19,6s. Привидна величина (магнитуда) објекта NGC 798 износи 13,6 а фотографска магнитуда 14,6. NGC 798 је још познат и под ознакама UGC 1539, MCG 5-5-48, CGCG 503-78, PGC 7823.